# Laodicea undulata
Laodicea undulata är en nässeldjursart som först beskrevs av Forbes och Harry D.S. Goodsir 1851.  Laodicea undulata ingår i släktet Laodicea och familjen Laodiceidae. Arten är reproducerande i Sverige. Inga underarter finns listade i Catalogue of Life.